# توماس جيفرسون ليلي
توماس جيفرسون ليلي (بالإنجليزية: Thomas Jefferson Lilly) هو محامي وسياسي أمريكي، ولد في 3 يونيو 1878، وتوفي في 2 أبريل 1956. حزبياً، نشط في الحزب الديمقراطي. وقد انتخب عضو مجلس النواب الأمريكي.